# Staurogyne zeylanica
Staurogyne zeylanica är en akantusväxtart som beskrevs av Carl Ernst Otto Kuntze. Staurogyne zeylanica ingår i släktet Staurogyne och familjen akantusväxter. Inga underarter finns listade i Catalogue of Life.